# أوقست أهرينس
أوقست أهرينس (بالألمانية: August Ahrens)‏ هو عالم حشرات ألماني، ولد في 1779، وتوفي في 1841.